# Cleora nigrofasciaria
Cleora nigrofasciaria là một loài bướm đêm trong họ Geometridae.